# Antonio Despuig y Dameto

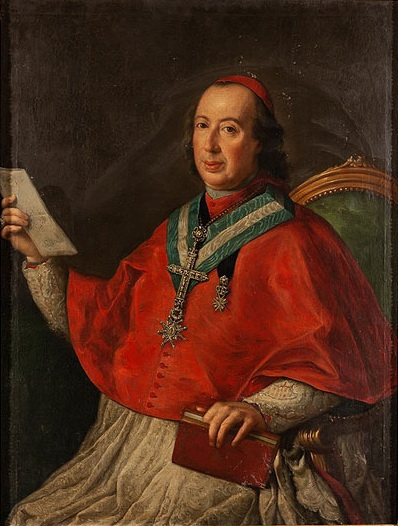
Pietro Bettelini: Porträt des Kardinals Despuig

Antonio Despuig y Dameto (* 30. März 1745 in Palma; † 2. Mai 1813 in Lucca) war ein spanischer Erzbischof und Kardinal.

## Leben
Antonio Despuig y Dameto wurde als Sohn des spanischen Grafen Ramón Despuig geboren und zunächst an einer Jesuitenschule unterrichtet. Ab 1762 studierte er Philosophie und Kirchenrecht an der Universität von Mallorca. Nachdem er 1771 zum Subdiakon geweiht wurde, empfing er am 3. Juli 1774 die Priesterweihe. 1783 wurde Despuig Rektor der Universität von Mallorca. Für das Königreich Aragón wurde er im Mai 1785 zum Auditor an der Römischen Rota berufen.
Papst Pius VI. ernannte ihn am 26. September 1791 zum Bischof von Orihuela. Die Bischofsweihe empfing er drei Tage später durch Kardinal Francesco Saverio de Zelada; Mitkonsekratoren waren Francesco Saverio Passari, Titularerzbischof von Larissa in Thessalia, und Gregorio Bandi, Titularerzbischof von Edessa in Osrhoëne. Am 1. Juni 1795 wurde Antonio Despuig Erzbischof von Valencia, wo er nach der Verhaftung seines Vorgängers Francisco Fabián y Fuero bereits im Vorjahr die Amtsgeschäfte übernommen hatte. Da die Situation für ihn in Valencia unruhig war, wurde er bereits im Dezember 1795 ins Erzbistum Sevilla versetzt. König Karl IV. entsandte ihn 1796 in diplomatischer Mission zu Pius VI. Im Januar 1799 ernannte dieser ihn zum Lateinischen Patriarchen von Antiochia.
Papst Pius VII. nahm ihn im Konsistorium vom 11. Juli 1803 als Kardinalpriester von San Callisto ins Kardinalskollegium auf. 1809 wurde er von den Franzosen unter Napoleon Bonaparte aus Rom vertrieben. Wegen seines schlechten Gesundheitszustandes erlaubte ihm der Kaiser 1810 die Rückkehr nach Italien. Im selben Jahr wurde er von Pius VII. zum Kämmerer des Heiligen Kardinalskollegiums ernannt. Kardinal Despuig zog sich nach Lucca zurück, wo er 1813 starb. 1993 wurden seine Gebeine nach Palma de Mallorca überführt.